# Holissus
Holissus unciger es una especie de araña araneomorfa de la familia Dysderidae. Es la única especie del género monotípico Holissus.  

## Distribución
Es originaria de Córcega.